# 佛羅里達州第二國會選區
佛罗里达州第二国会选区是美国佛罗里达州的一个国会选区。该区包括佛罗里达狭长地带东部以及翡翠海岸沿线大弯地区的大部分地区。它横跨东部和中部时区。其中包括州首府塔拉哈西和巴拿马城。该区49%的居民居住在农村地区，是佛罗里达洲城市化程度最低的地区，选民普遍偏保守主义。现任国会议员为共和党籍的尼尔·邓恩 。

## 特征
佛罗里达州第二国会选区是佛罗里达州面积最大的国会选区，包括贝县、卡尔霍恩县、富兰克林县、加兹登县、格尔夫县、霍姆斯县、杰克逊县、杰斐逊县、莱昂县、利伯蒂县、麦迪逊县、泰勒县、瓦库拉县和华盛顿县的全部地区以及沃尔顿县和拉斐特县的部分地区。
现在的大部分领土在1963年至1983年期间属于第九国会选区。1983年后，被划分给第二国会选区。第二国会选区及其前身在其存在的大部分时间里都以该州首府塔拉哈西为中心。虽然相邻的第一国会选区和第三国会选区到 1990 年代已成为该州最保守的选区，但第二国会选区在历史上更像是一个摇摆选区。由于塔拉哈西拥有大量学生、政府工作人员和大学教职员工，因此其自由度远高于该地区的其他地方。 2008 年总统选举中，民主党候选人奥巴马获得了莱昂县 62% 的选票，但共和党人约翰·麦凯恩获得了第二国会选区 54% 的总选票。 当倾向保守的巴拿马城从第一区划分给第二国会选区后，共和党开始占领优势。
此前，一项诉讼质疑该选区存在不公正的选区划分，尽管非裔美国人占该州人口的很大一部分，但该选区在法院下令的重新划分中被大幅重新划分，该法令于2016年选举生效。根据新地图，塔拉哈西的大部分地区以及第二国会选区的几乎所有黑人居民区都被划入第五国会选区。
为了弥补人口的损失，第二国会选区稍微向南移动，以占领之前附近的第三和第十一选区的领土。从纸面上看，新当选的第二届共和党议员比其前任议员多出12个百分点。米特·罗姆尼在2012年大选中曾位居第二，尽管他只获得了52%的选票。 相比之下，罗姆尼在2012 年大选中将以 64% 的得票率赢得新的第二选区，从而在纸面上成为该州共和党支持率第三高的选区。 